# Lîstopadove, Novomîrhorod
Lîstopadove (în ucraineană Листопадове) este localitatea de reședință a comunei Lîstopadove din raionul Novomîrhorod, regiunea Kirovohrad, Ucraina.

## Demografie
Componența lingvistică a localității Lîstopadove
     Ucraineană (99,43%)
     Alte limbi (0,57%)
Conform recensământului din 2001, majoritatea populației localității Lîstopadove era vorbitoare de ucraineană (99,43%), existând în minoritate și vorbitori de alte limbi.